# Міжнародний автодром Кореї
Міжнародний автодром Кореї — гоночна траса, розташована в Йонам провінції Чолла-Намдо (400 кілометрів від Сеула), Республіка Корея, на якій пройшов дебютний Гран-прі Кореї в сезоні 2010 року Формули-1. Проєкт траси оцінюється в 264 млн. $ (250 мільярдів вон), розробкою займався німецький архітектор Герман Тільке.

## Переможці Гран-прі
| Рік  | Пілот           | Конструктор | Результат |
| ---- | --------------- | ----------- | --------- |
| 2010 | Фернандо Алонсо | Ferrari     | Результат |